# شيوكتون (ويسكونسن)
شيوكتون (بالإنجليزية: Shiocton, Wisconsin)‏ هي قرية تقع في الولايات المتحدة في مقاطعة أوتاغامي. يقدر عدد سكانها بـ 921 نسمة ومساحتها 4.30 كم2 وترتفع عن سطح البحر 234 متر.

## التركيبة السكانية
قام مكتب تعداد الولايات المتحدة بتحديد بيانات التركيبة السكانية لشيوكتون في تعداد الولايات المتحدة. في ما يلي، التركيبة السكانية حسب تعدادي 2000 و2010.

### تعداد عام 2000
بلغ عدد سكان شينستون 2,295 نسمة بحسب تعداد عام 2000، وبلغ عدد الأسر 982 أسرة وعدد العائلات 657 عائلة مقيمة في المدينة. في حين سجلت الكثافة السكانية 1,330.8 نسمة لكل ميل مربع (513.8/كم2). وبلغ عدد الوحدات السكنية 1,103 وحدة بمتوسط كثافة قدره 639.6 نسمة لكل ميل مربع (247.0/كم2).
وتوزع التركيب العرقي للمدينة بنسبة 98.39% من البيض و 0.31% من الأمريكيين الأصليين و 0.13% من الأمريكيين ذوي الأصول الآسيوية و 0.04% من سكان جزر المحيط الهادئ و 0.26% من الأمريكيين الأفارقة و 0.83% من عرقين مختلطين أو أكثر.
بلغ عدد الأسر 982 أسرة كانت نسبة 27.2% منها لديها أطفال تحت سن الثامنة عشر تعيش معهم، وبلغت نسبة الأزواج القاطنين مع بعضهم البعض 53.4% من أصل المجموع الكلي للأسر، ونسبة 11.0% من الأسر كان لديها معيلات من الإناث دون وجود شريك، وكانت نسبة 33.0% من غير العائلات. تألفت نسبة 30.1% من أصل جميع الأسر من أفراد ونسبة 17.6% كانوا يعيش معهم شخص وحيد يبلغ من العمر 65 عاماً فما فوق. وبلغ متوسط حجم الأسرة المعيشية 2.90، أما متوسط حجم العائلات فبلغ 2.34.
بلغ العمر الوسطي للسكان 41 عاماً. وكانت نسبة 20.9% من القاطنين تحت سن الثامنة عشر، وكانت نسبة 9.5% بين الثامنة عشر والأربعة وعشرون عاماً، ونسبة 24.0% كانت واقعةً في الفئة العمرية ما بين الخامسة والعشرون حتى والأربعة وأربعون عاماً، ونسبة 25.7% كانت ما بين الخامسة والأربعون حتى الرابعة والستون، ونسبة 19.9% كانت ضمن فئة الخامسة والستون عاماً فما فوق. يوجد لكل 100 أنثى 88.0 ذكر، ويوجد لكل 100 أنثى في الثامنة عشر من عمرها فما فوق 83.2 ذكر.
بلغ متوسط دخل الأسرة في المدينة 26,786 دولار، أما متوسط دخل العائلة فبلغ 38,207 دولار. وكان متوسط دخل الذكور 29,609 دولار مقابل 20,156 دولار للإناث. وسجل دخل الفرد الخاص بالمدينة 16,352 دولار. وكانت نسبة 14.2% من العائلات ونسبة 18.1% من السكان تحت خط الفقر، وكان من هؤلاء نسبة 34.8% تحت سن الثامنة عشر ونسبة 6.8% في الخامسة والستين من العمر وما فوق.

### تعداد عام 2010
بلغ عدد سكان شيوكتون 921 نسمة بحسب تعداد عام 2010، وبلغ عدد الأسر 372 أسرة وعدد العائلات 255 عائلة مقيمة في القرية. في حين سجلت الكثافة السكانية 590.4 نسمة لكل ميل مربع (228.0/كم2). وبلغ عدد الوحدات السكنية 403 وحدة بمتوسط كثافة قدره 258.3 لكل ميل مربع (99.7/كم2).
وتوزع التركيب العرقي للقرية بنسبة 91.5% من البيض و 0.5% من الأمريكيين الأصليين و 0.2% من الأمريكيين الأفارقة و 1.8% من عرقين مختلطين أو أكثر.
بلغ عدد الأسر 372 أسرة كانت نسبة 37.1% منها لديها أطفال تحت سن الثامنة عشر تعيش معهم، وبلغت نسبة الأزواج القاطنين مع بعضهم البعض 47.8% من أصل المجموع الكلي للأسر، ونسبة 12.6% من الأسر كان لديها معيلات من الإناث دون وجود شريك، بينما كانت نسبة 8.1% من الأسر لديها معيلون من الذكور دون وجود شريكة وكانت نسبة 31.5% من غير العائلات. تألفت نسبة 26.3% من أصل جميع الأسر من أفراد ونسبة 9.2% كانوا يعيش معهم شخص وحيد يبلغ من العمر 65 عاماً فما فوق. وبلغ متوسط حجم الأسرة المعيشية 2.96، أما متوسط حجم العائلات فبلغ 2.48.
بلغ العمر الوسطي للسكان 35.5 عاماً. وكانت نسبة 27.4% من القاطنين تحت سن الثامنة عشر، وكانت نسبة 8.3% بين الثامنة عشر والأربعة وعشرون عاماً، ونسبة 27.5% كانت واقعةً في الفئة العمرية ما بين الخامسة والعشرون حتى والأربعة وأربعون عاماً، ونسبة 25.5% كانت ما بين الخامسة والأربعون حتى الرابعة والستون، ونسبة 11.3% كانت ضمن فئة الخامسة والستون عاماً فما فوق. وتوزع التركيب الجنسي للسكان بنسبة 51.0% ذكور و49.0% إناث.